# Kiribatis kvindefodboldlandshold
Kiribatis kvindefodboldlandshold er det nationale kvindefodboldlandshold i Kiribati som reguleres af Kiribatis fodboldforbund
Kiribati er ikke medlem af det internationale fodboldforbund-FIFA, eller det regionale forbund OFC. Landsholdet kan derfor ikke deltage i kvalifikationen til hverken VM eller OFC Nations Cup.
Hidtil har landsholdet kun spillet seks kampe, hvoraf de alle har fundet sted under South Pacific Games 2003.  De tabte alle kampene.

## Resultater

### OFC Women's Championship
- 1983 til 2010 – deltog ikke

### VM
- 1991 til 2011 – deltog ikke